# Göta Ark (1634)
Göta Ark var ett regal- och örlogsskepp som byggdes på Gamla Varvet i Göteborg. Hon var bestyckat med 72 kanoner och sjösattes 1634. Hon fungerade som Claes Bielkenstiernas amiralsskepp 1644 och deltog som sådant i sjöslaget vid Kolberger Heide. 